# Stellar (grupo)
Stellar (hangul: 스텔라; rr: Seutella; MR: Sŭt'ella, estilizado como STELLAR) foi um grupo feminino sul-coreano formado pela empresa e gravadora The Entertainment Pascal. Estabelecido em 2011, o grupo atraiu a atenção do público por ser produzido por Eric Mun, integrante do famoso grupo masculino Shinhwa. O grupo estreou, inicialmente, com quatro integrantes: Leeseul, Joah, Gayoung e Jeonyul. Após o lançamento de seu primeiro single, "Rocket Girl", que não obteve sucesso, em agosto de 2011, Stellar passou por mudanças em sua formação original e lançou a canção "UFO" em fevereiro de 2012, obtendo resultados similares ao seu primeiro single. Atualmente, o grupo é formado por  Minhee, Hyoeun, Youngheun e Soyoung. Gayoung e Jeonyul deixaram o grupo em agosto de 2017, Youngheun  foi adicionada ao grupo em 25 de agosto de 2017.
O grupo começou a trabalhar com a equipe de produção MonoTree em julho de 2013 e lançou "Study", que experimentou um modesto sucesso e tornou-se a primeira canção do grupo a figurar na parada musical Gaon Digital Chart. Stellar ganhou notoriedade em fevereiro de 2014, ao adotar uma imagem mais "provocativa" para o lançamento de seu primeiro extended play, Marionette. O single principal do álbum, "Marionette", alcançou a posição número trinta e cinco no Gaon Digital Chart, tornando-se o maior sucesso comercial do grupo até agora. Esta mudança de estilo foi mantida nos lançamentos posteriores a Marionette: "Vibrato", de 2015, e Sting, segundo extended play do grupo, lançado em 2016.

## História

### 2011–2014: Começo do grupo, estreia eMarionette

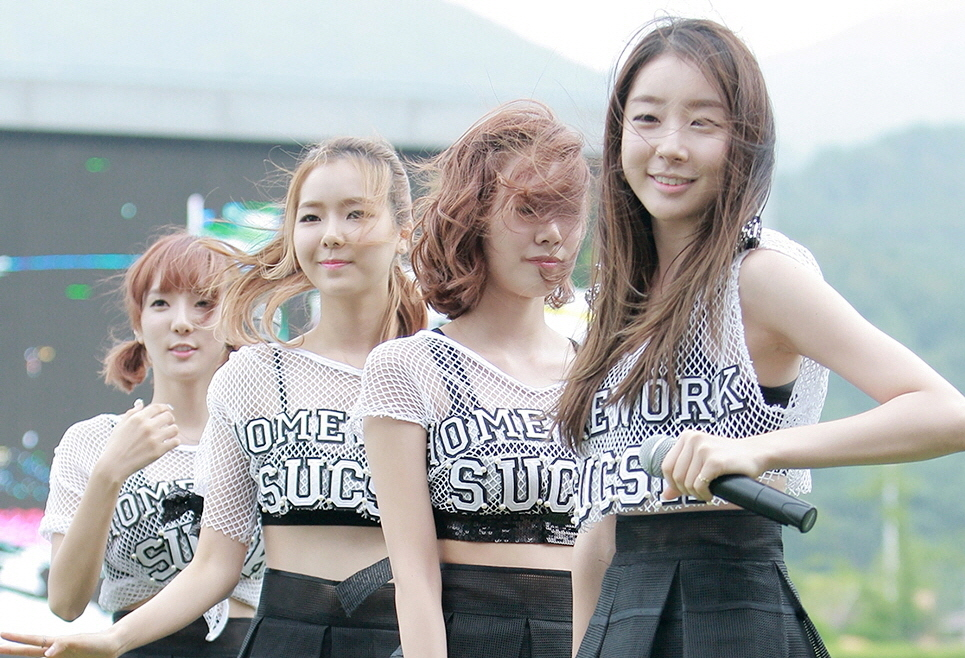
Stellar performando no Seoul Racecourse Park em fevereiro de 2013

A formação do Stellar começou em 2010, quando a Top Class Entertainment informou que a integrante Gayoung havia assinado um contrato exclusivo com a empresa e se uniria a um grupo de cinco integrantes. Gayoung ganhou atenção por sua aparição no episódio do Viewers 1 Night 2 Days e foi escalada na serie de drama Poseidon ao lado de Eric Mun. A série foi programada para ir ao ar na rede SBS até a produção parar após o incidente de bombardeio em Yeonpyeong de novembro de 2010. Os papéis foram posteriormente reformulados quando a produção foi vendida para a KBS um ano depois. Gayoung foi escalada no drama 2011 Spy Myung-wol juntamente com Eric Mun.
A formação final do Stellar foi Gayoung, Leeseul, JoA e Jeonyul.  O grupo estreou oficialmente em 28 de agosto de 2011, com o lançamento do single digital "Rocket Girl". Em 26 de janeiro de 2012, foi anunciado que Leeseul e JoA estavam deixando o grupo e seriam substituídas por Minhee e Hyoeun para o primeiro retorno do grupo com o seu segundo single "UFO".
Em 11 de julho de 2013, a Stellar lançou seu terceiro single digital "Study", que, de forma semelhante às suas duas faixas anteriores, não se classificou mo top 100.
Em 12 de fevereiro de 2014, Stellar lançou seu primeiro extended play Marionette.  O grupo recebeu críticas por seu material promocional "jogo do stripping", que envolveu fãs curtindo postagens na página oficial do Facebook do Stellar para revelar fotos das integrantes com cada vez menos roupas. O grupo recebeu mais críticas por seus 19+ vídeos de música e apresentações de "Marionette". Apesar da controvérsia, "Marionette" tornou-se seu single mais vendido, atingindo o número 35 e 34 nas paradas Gaon e Billboard K-Pop Hot 100, respectivamente.
Em 21 de agosto de 2014, Stellar lançou seu single digital "Mask".

### 2015–2016:Sting, primeiro concerto solo eCry
Em 9 de março de 2015, Stellar lançou o single digital "Fool" e seu video musical. O MV mostra as integrantes reagindo aos comentários negativos de suas faixas passadas.
Em 20 de julho de 2015, Stellar lançou o single "Vibrato" e outro MV controverso, ganhando mais reconhecimento. O grupo respondeu à crítica de suas habilidades de desempenho revelando com a explicação de que o MV da faixa sexy de "Vibrato" era apenas uma expressão da identidade única do grupo. Ao promover "Vibrato", Stellar lançou um clip de realidade virtual de uma performance em 27 de julho. O vídeo - criado pela empresa de realidade virtual Moovr - permite aos espectadores usar o mouse do computador ou mover o smartphone para se deslocarem em torno de uma visão rotativa de 360 graus do palco enquanto as integrantes performam.

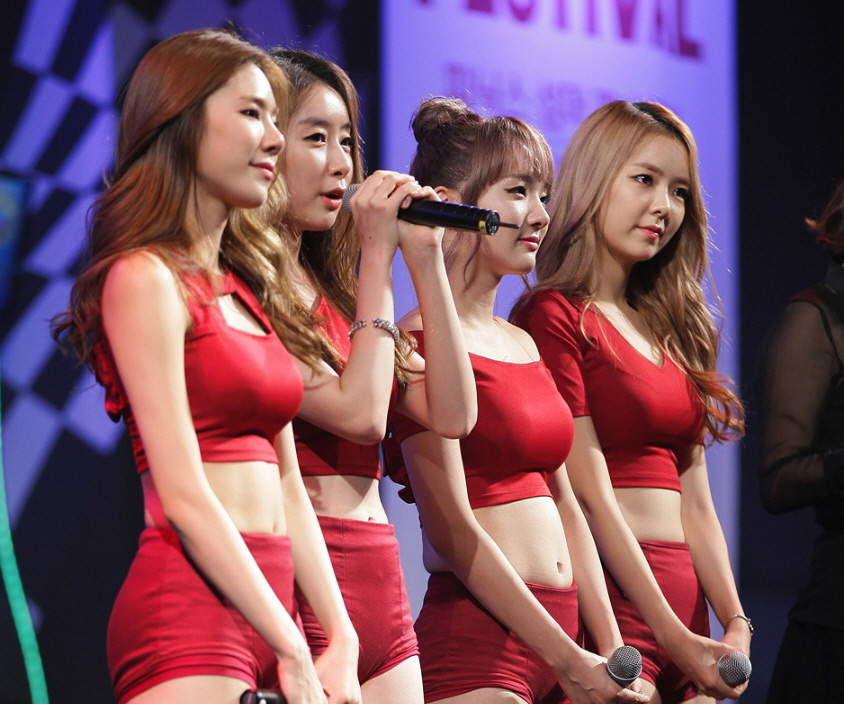
Stellar em outubro de 2015

Em 8 de janeiro de 2016, foi anunciado que o grupo retornaria em 18 de janeiro com seu segundo mini-álbum intitulado Sting. A criação do álbum foi suportada em parte por meio de uma campanha de financiamento da multidão hospedada pela Makestar. O objetivo original da campanha de US $ 8.418 foi alcançado em apenas três dias, atingindo finalmente 422% de seu objetivo com US $ 35.510.  Em 18 de janeiro de 2016, o álbum e um MV para a faixa-título "Sting" foram lançados. O grupo explicou que suas intenções para "Sting" eram diferentes de "Marionette" e "Vibrato", afirmando: "Desta vez, queríamos parecer mais uma namorada em vez de [...] parecer provocativo. Nós colocamos maquiagem mais leve , para que mais fãs se sintam mais perto de nós ".  A faixa "Vibrato" lançado anteriormente foi incluído como a última faixa no álbum.
Stellar anunciou no dia 1 de abril que estariam realizando seu primeiro concerto solo desde sua estreia, em 22 de abril de 2016 no Yes24 MUVHALL de Seul.  Elas trouxeram a seus fãs uma série de performances únicas, incluindo músicas de sucesso como "Marionette" e "Sting". O concerto foi transmitido ao vivo em vários sites, como Allreh TV, Allreh TV mobile e Goliveconcert.com.
Em 10 de julho, foi oficialmente anunciado que o grupo estaria lançando seu novo single-álbum intitulado Cry em 18 de julho, publicando a data de lançamento e as primeiras imagens teaser para o single através da sua conta oficial do Twitter. Este projeto também foi apoiado, em parte, por um projeto de financiamento da multidão da Makestar, que arrecadou US $ 53.593 (532% do seu objetivo original). No entanto, a mudança estilística não foi bem recebida, e Stellar viu um grande sucesso nas paradas.
Elas realizaram seu segundo concerto, intitulado 'Stellar 2nd Concert: After Story', em 3 de dezembro de 2016, e também estrearam no Japão com um showcase em Tóquio, em 27 de agosto e um show no dia 24 de dezembro.

### 2017–2018:Stellar Into the Worlde fim do grupo
Stellar encerrou 2016 ao lançar um terceiro evento de captação de fundos com a Makestar em apoio ao seu terceiro mini-álbum em 26 de dezembro. Quando o projeto terminou, elas alcançaram 1132% de seu objetivo original, tornando-os o primeiro grupo em Makestar a atingir mais de 1000% . Em 25 de março de 2017, Stellar realizou um fansign na cidade de Fortaleza, no Brasil. Em 26 de março, Stellar foi o primeiro grupo feminino a realizar um concerto solo no Brasil, performando para uma multidão cheia de quase 1.000 pessoas.
Em 17 de maio, foi relatado que seu novo mini-álbum seria lançado no final de junho. Também foi revelado que uma nova integrante poderia juntar-se à a formação do grupo. Em 18 de maio, The Entertainment Pascal confirmou a adição de uma nova integrante ao grupo, Soyoung, através do Projeto Makestar do Stellar. Em 20 de junho, The Entertainment Pascal anunciou que o terceiro mini-álbum do grupo deveria ser lançado no dia 27 de junho e foi intitulado Stellar Into the World, com a faixa-título "Archangels of the Sephiroth". Os teasers para o lançamento mostraram um tema Angel vs. Witch, representado por imagens espelhadas onde um tinha um tema leve e o outro tinha um tema sombrio. Este tema foi confirmado por ambas as tags utilizadas para as imagens teasers em nas sociais, e em uma entrevista de rádio com o grupo.
Em 22 de agosto, foi anunciado que o grupo realizaria um concerto em comemoração ao seu aniversário intitulado "Interstellar: Time Travel Through 6 Years" em 28 de agosto.  Em 23 de agosto, Gayoung e Jeonyul confirmaram que estariam deixando o grupo no final do mês, depois que decidiram não renovar seus contratos com a The Entertainment Pascal. Em 25 de agosto, Stellar anunciou a adição de uma noa integrante, Youngheun.
Em 30 de setembro, as integrantes Youngheun e Soyoung foram vistas em teasers da YG Entertainment para o Mix Nine, um show que criaria um grupo temporário masculino ou feminino, mas nenhuma das duas passaram as audições.
Em 22 de fevereiro de 2018, as integrantes postaram nas redes sociais sobre como organizaram uma reunião de "final" para o grupo, que seria realizada em 25 de fevereiro de 2018. Também em 22 de fevereiro, Gayoung postou em seu Twitter: "As pessoas que brincam com as emoções de outras pessoas são as piores!", Às quais Hyoeun respondeu "Verdadeiro". Muitos fãs levaram isso a significar que as integrantes expressavam sua insatisfação com a empresa.
Em 26 de fevereiro, revelou-se que Minhee e Hyoeun escolheram não renovar seus contratos com a empresa e, como resultado, o grupo estaria se dissolvendo.  Pouco depois do fim do grupo, Minhee deu uma entrevista onde pediu desculpas aos fãs do grupo e assegurou-lhes que não havia discórdia entre as integrantes. Ela afirmou que Gayoung e Jeonyul estavam estariam focando em atuar, mas ela e Hyoeun ainda não haviam decidido o que eles deveriam fazer.

## Ex-Integrantes
- Leeseul (hangul: 이슬), nascida Kim Yiseul (hangul: 김이슬) em 14 de junho de 1990 (34 anos) em Busan, Coreia do Sul.
- JoA (hangul: 조아), nascida Cho Youngjin (hangul: 조영진) em 15 de agosto de 1991 (33 anos) em Seul, Coreia do Sul.
- Gayoung (hangul: 가영), nascida Kim Gayoung (hangul: 김가영) em 1 de dezembro de 1991 (33 anos) em Suwon, Gyeonggi-do, Coreia do Sul.
- Minhee (hangul: 민희), nascida Joo Minhee (hangul: 주민희) em 3 de janeiro de 1992 (33 anos) em Jeju, Coreia do Sul.
- Hyoeun (hangul: 효은), nascida Lee Hyoeun (hangul: 이효은) em 16 de março de 1993 (32 anos) em Goyang, Gyeonggi-do Coreia do Sul.
- Soyoung (hangul: 소영), nascida Im Soyoung (hangul: 임소영) em 9 de setembro de 1993 (31 anos) em Seul, Coreia do Sul.
- Jeonyul (hangul: 전율), nascida Jeon Yoori (hangul: 전유리) em 20 de março de 1994 (26 anos) em Gwangju, Coreia do Sul.
- Youngheun (hangul: 영흔), nascida Go Youngheun (hangul: 고영흔) em 17 de novembro de 1994 (30 anos) em Seul, Coreia do Sul.

## Discografia
Extended plays
- Marionette (2014)
- Sting (2016)
- Stellar Into the World (2017)

1. ↑  Após o final do contrato de Eric Mun com a Top Class Entertainment no final de 2013, a empresa mudou seu nome para The Entertainment Pascal.
2. ↑  MonoTree foi formado em 2014 por Hwang Hyun, G-High e Lee Joo-Hyoung, antigos compositores da equipe de produção Sweetune. "Study" é creditada como produzida por Sweetune.